# San Giovanni (metrostation)

San Giovanni is een metrostation in het centrum van de Italiaanse hoofdstad Rome. Het station werd geopend op 16 februari 1980 en wordt bediend door de lijnen A en C van de metro van Rome.

## Geschiedenis
Station San Giovanni kwam al voor in het metro uitbreidingsplan van 1941, ook toen al als overstappunt. Lijn A zou toen ten zuiden van San Giovanni via het Parco Caffarella en Tor Marancia naar Ostia lopen terwijl de andere lijn onder de Via Appia Nuova zou lopen met een vertakking naar Cinecittá, ongeveer het gerealiseerde tracé van lijn A, en een andere naar het vliegveld (Aeroporto di Roma Ciampino). Door de Tweede Wereldoorlog bleef het bij een papieren plan. Na de voltooiing van lijn B in 1955 werd lijn A weer opgepakt waarbij het tracé ten zuiden van San Giovanni vooral moest dienen als vervanger van de tramdienst naar Anagnina. De bouw begon in 1963 en de opening was voorzien voor 1966/67 maar uiteindelijk vond de oplevering plaats in de zomer van 1979 en het reizigersverkeer begon begin 1980. Overstappunt werd het pas in 2018 toen op 12 mei lijn C vanuit het oosten werd doorgetrokken en daarmee met de rest van het metronet werd verbonden.

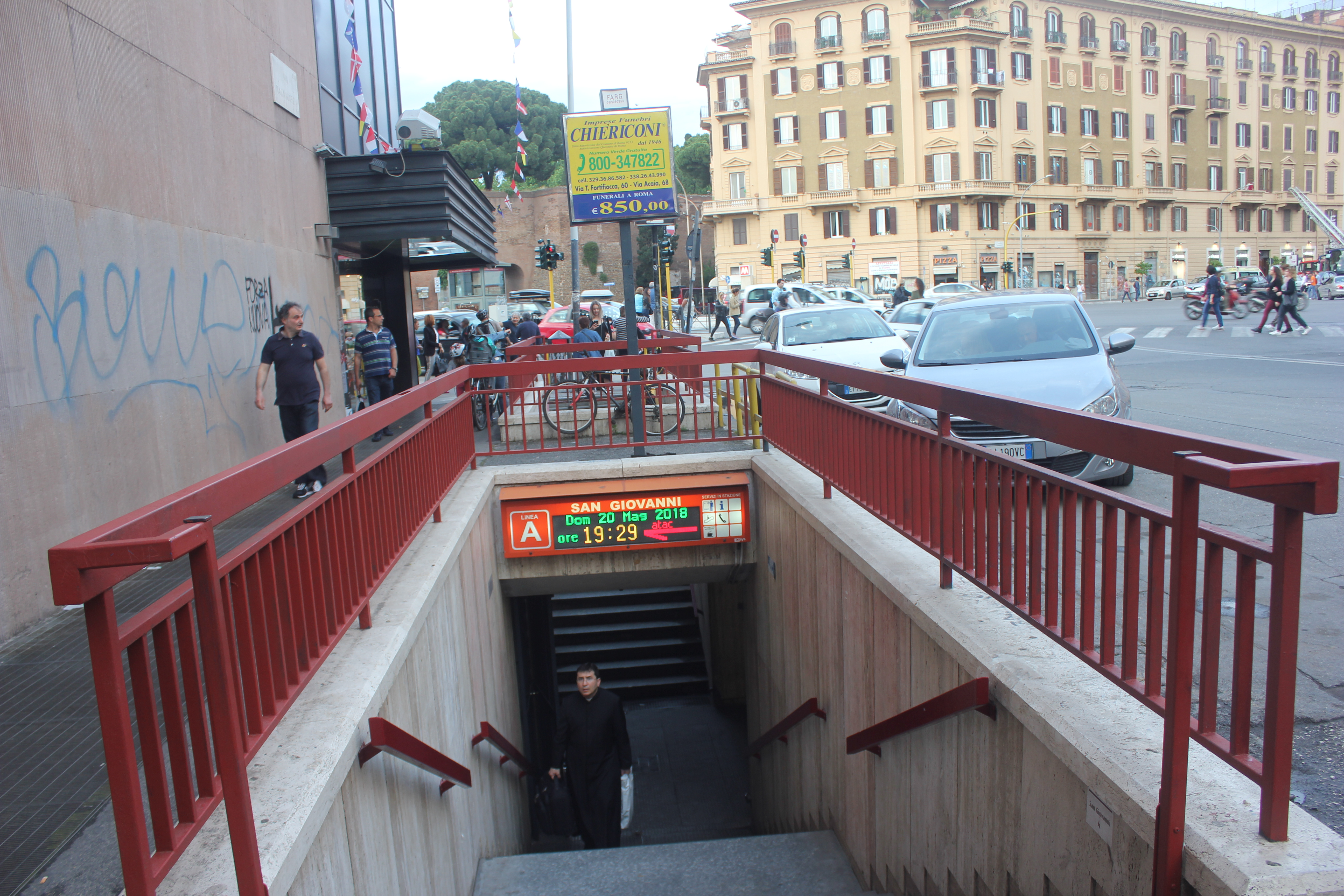
De westelijke ingang aan de Via Magnagrecia
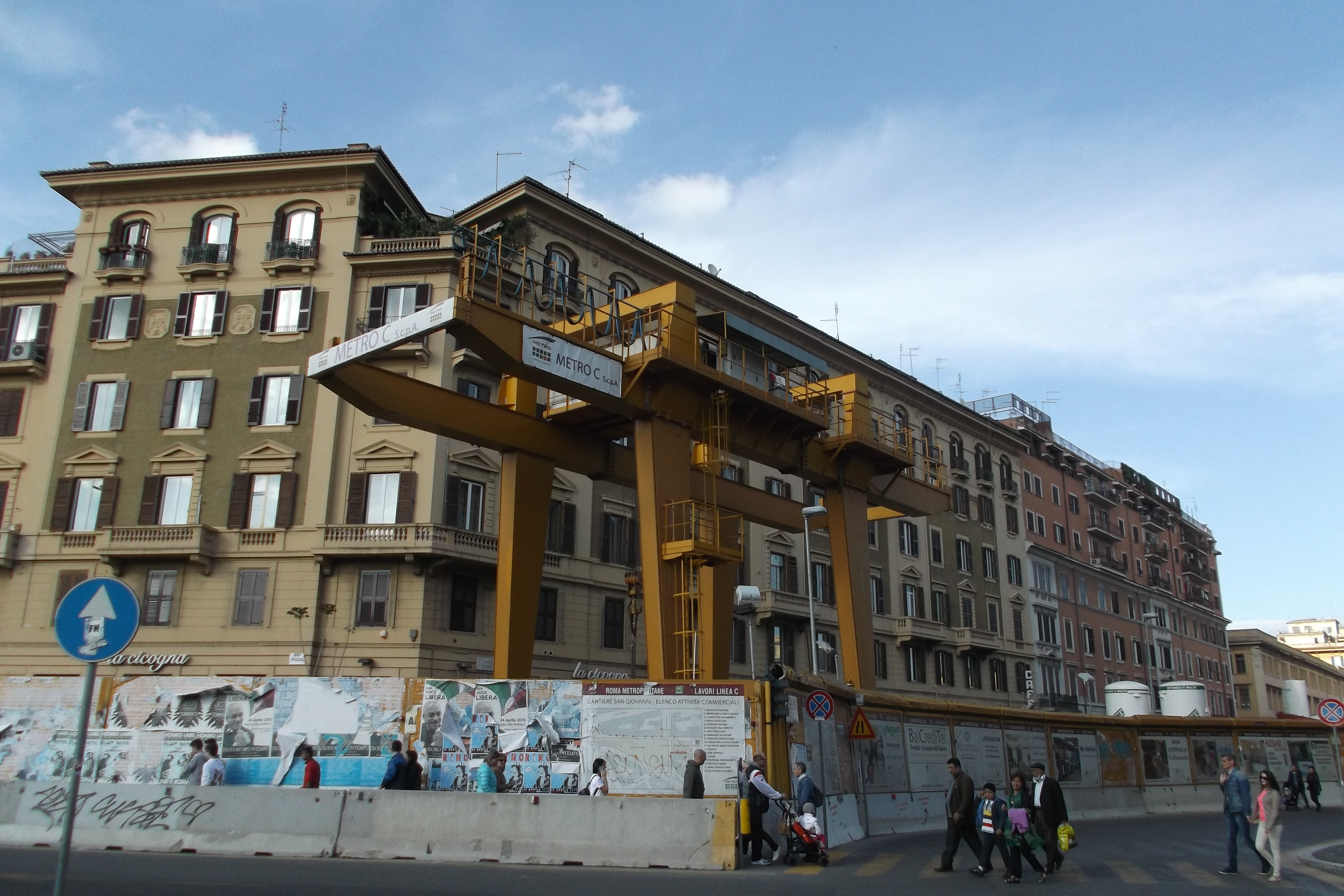
De bouwplaats in de via La Spezia op 1 mei 2015
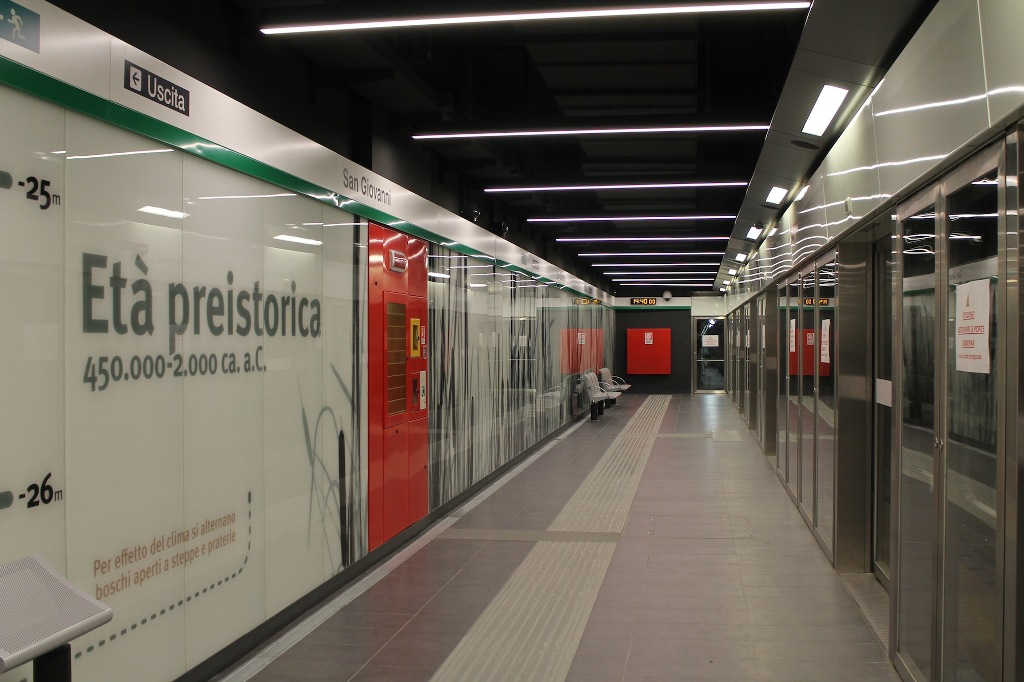
Het perron van lijn C

## Ligging en inrichting
De verdeelhal van het station ligt onder de Piazzale Appio vlak ten zuiden van de Porta San Giovanni waar het station zijn naam aan dankt. De perrons van lijn A op 20 meter diepte zijn via roltrappen verbonden met halletjes tussen de perrons die doorgangen hebben naar de perrons in de tunnelbuizen van lijn A onder de Via Appia Nuova. De halletjes doen denken aan een pylonenstation maar zijn veel krapper en er is dan ook sprake van een dubbelgewelfdstation. Dit deel van het station is vooral uitgevoerd in ruw beton en afgewerkt met oranje, de lijnkleur van lijn A, metalen plinten en armaturen, terwijl de tunnelwanden aanvankelijk waren bekleed met golfplaten. Het nieuwere deel, dat tussen 2011 en 2018 voor lijn C is gebouwd, ligt onder de Via La Spezia waar ook de oostelijke toegang tot het station is gerealiseerd. De perrons van lijn C liggen op 30 meter diepte, ook hier uitgevoerd als dubbelgewelfdstation. De tunnels voor lijn C zijn geboord in bevroren grond waarbij ook onder de tunnelbuizen van lijn A werd gewerkt ten behoeve van het deel van lijn C onder de binnenstad. In 2011 werd de metrodienst op lijn A dagelijks om 21:00 uur beëindigd zodat 's avonds en 's nachts geboord kon worden onder de tunnels van lijn A. De perrons van lijn C zijn voorzien van perrondeuren en het geheel is afgewerkt met witte beplating zodat het lichter is dan de sobere afwerking van lijn A.

## Archeologie

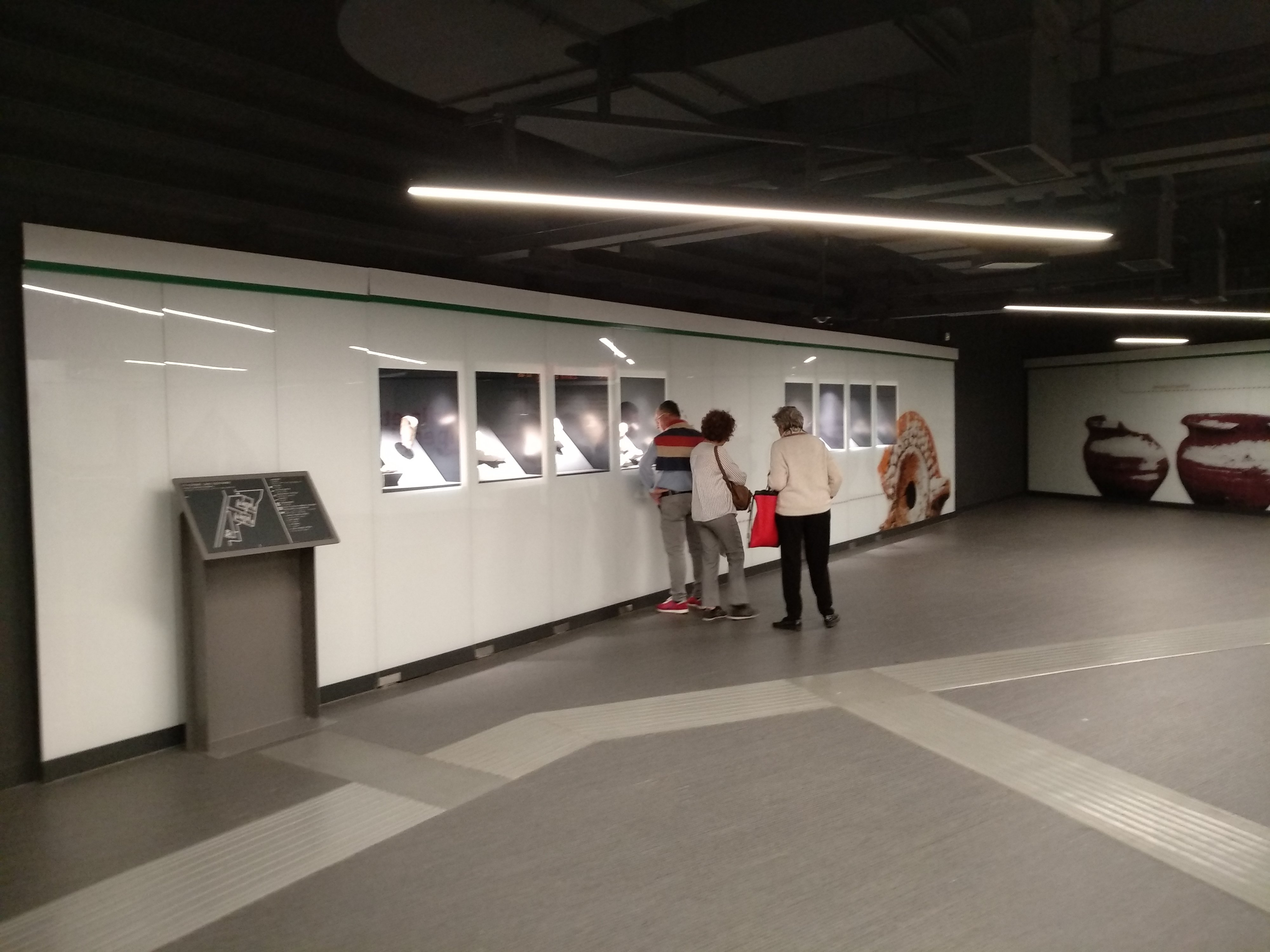
Vitrines met opgegraven voorwerpen
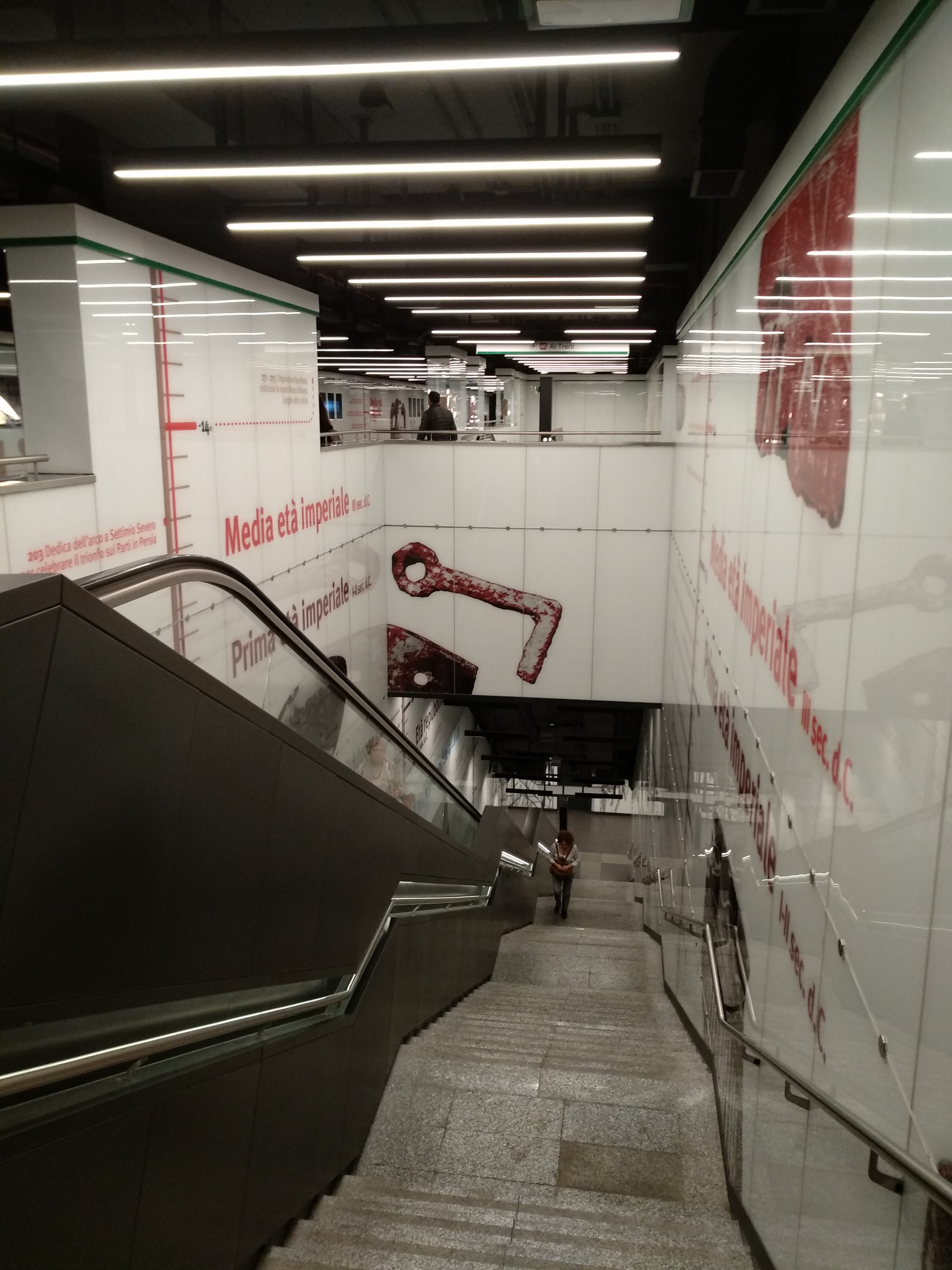
Trap en roltrap tussen tentoonstelling en de perrons
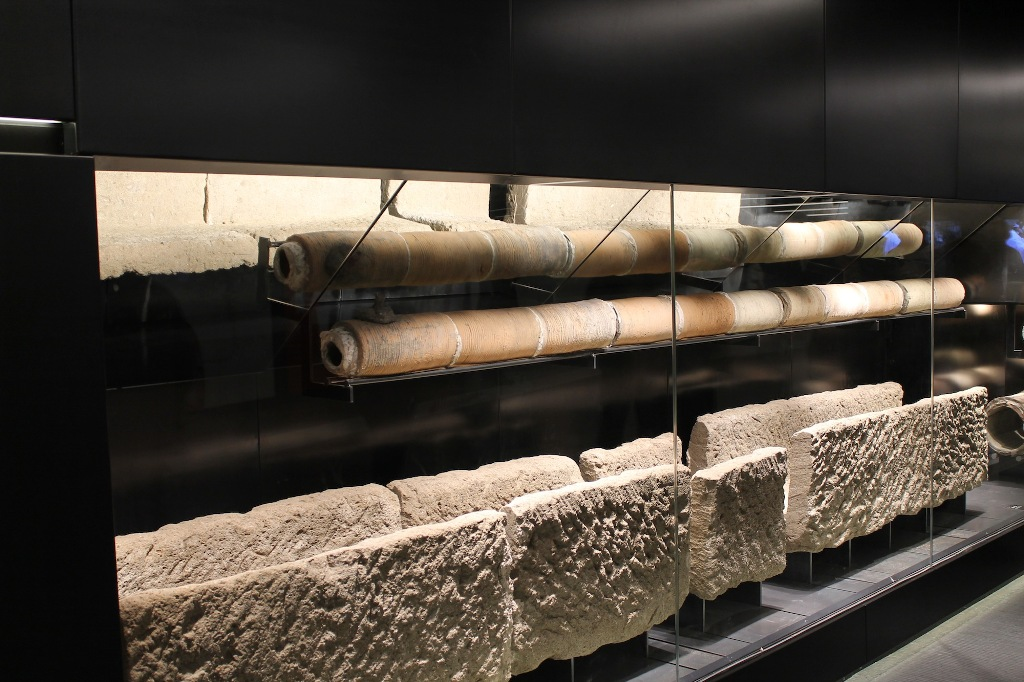
De antieke irrigatie materialen

Op 7 juli 2007 werden de toegangen van een voetgangerstunnel tussen de Largo Brindisi en de via Taranto en de verdeelhal gesloten zodat de voetgangerstunnel plaats kon maken voor het nieuw te bouwen deel van het station. Tijdens de aanleg stuitte men op het grootste waterreservoir uit het oude Rome en kamen ook vele belangrijke voorwerpen, zoals scheppen, leidingen voor irrigatie en perzikpitten aan de oppervlakte. Deze vondsten waren aanleiding om het stationsontwerp aan te passen. In plaats van een metrotunnel vlak onder de straat die boven de buizen van lijn A zou lopen werd gekozen voor geboorde tunnels op 30 meter diepte die onder lijn A door lopen. Hiermee werd ook onder de archeologische lagen doorgeboord zodat die, behalve bij het station, onbeschadigd bleven. De nieuwe oostelijke verdeelhal werd voorzien van vitrines en een verdieping lager werd zelfs een soort mini-museum gebouwd om de vondsten tentoon te stellen. Het gevolg was wel dat de bouw van het stationsdeel onder de Via La Spezia uiteindelijk 7 jaar in beslag nam.       